# Evangelische Auferstehungsgemeinde Duisburg-Süd
Die Evangelische Auferstehungsgemeinde Duisburg-Süd gehört zur Evangelischen Kirche im Rheinland (EKiR) im Kirchenkreis Duisburg. Sie gliedert sich in zwei Bezirke. Bezirk 1 umfasst die Duisburger Stadtteile Huckingen und Hüttenheim, Bezirk 2 Ungelsheim, Mündelheim und Serm. Die Kirchengemeinde ist Träger von zwei Kindergärten in Huckingen und Ungelsheim.

## Geschichte
Im 19. Jahrhundert gab es nur sehr wenige evangelische Familien in den Stadtteilen Huckingen, Hüttenheim, Ungelsheim, Mündelheim und Serm, die bis ins 18. Jahrhundert zum Amt Angermund im Herzogtum Berg gehörten. Erst mit dem Fortschreiten der Industrialisierung, z. B. der Ansiedelung des Stahlunternehmens Schulz-Knaudt in Hüttenheim Anfang des 20. Jahrhunderts, kam eine kleine Zahl von evangelischen Familien nach Hüttenheim und Huckingen. Lange gehörten die Huckinger evangelischen Familien daher zur Kirchengemeinde Großenbaum, wo es bereits früher eine größere Zahl Evangelischer gab. Die evangelischen Hüttenheimer gehörten dagegen zur Gemeinde Wanheim-Angerhausen, die Mutter-/Hauptkirche für alle kleinen Gemeinden im Duisburger Süden war, d. h. für Wedau-Bissingheim, Großenbaum-Buchholz und Hüttenheim-Huckingen.
1937 wechselten die Huckinger von der Großenbaumer zur Hüttenheimer Gemeinde, wo sich bereits rege Gemeindeaktivitäten entwickelt hatten und weiter entwickelten, z. B. durch den Christlichen Verein Junger Menschen, den Kirchenchor (gegründet 1919) oder den Posaunenchor (ab 1950).

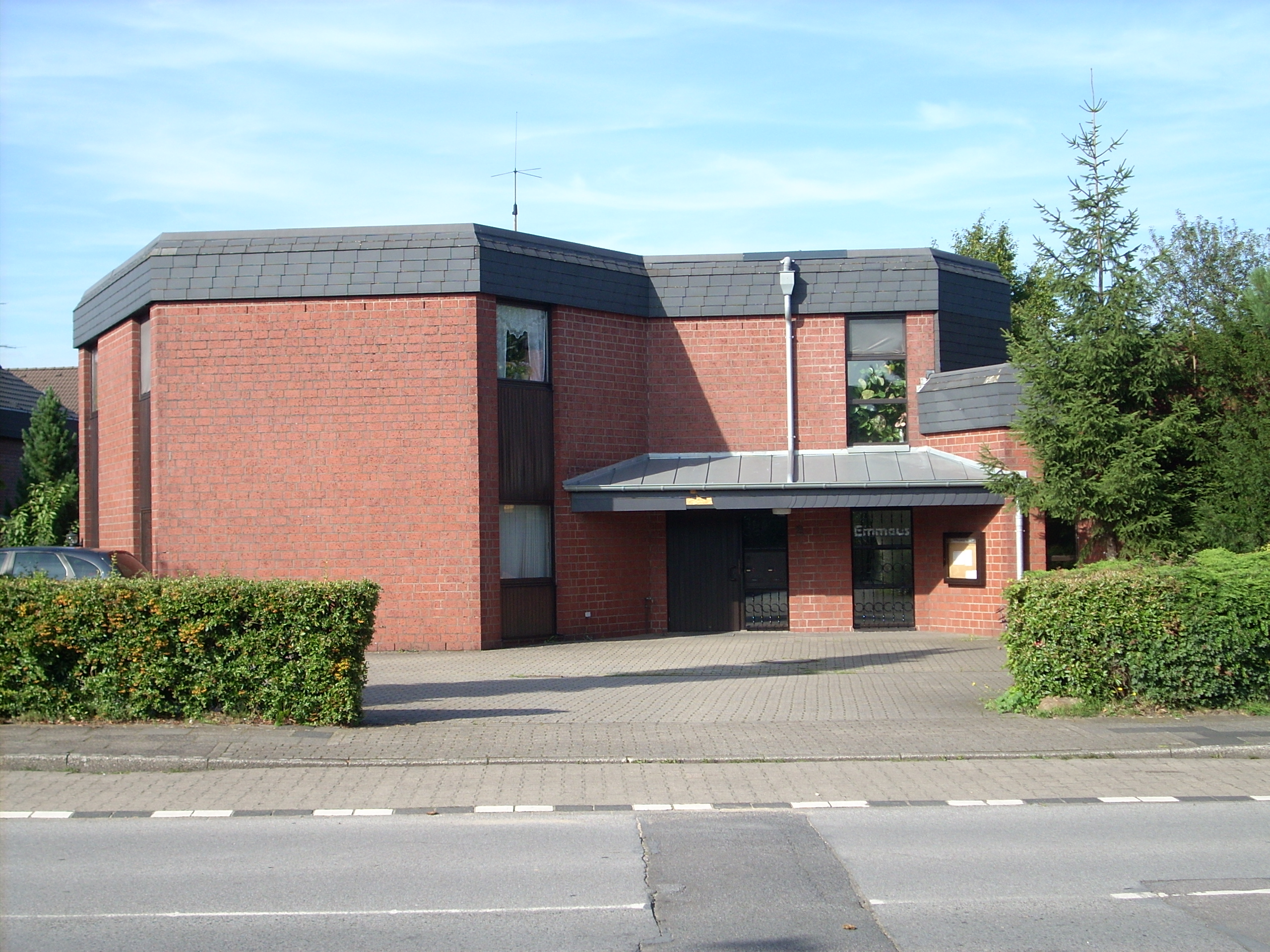
Ehemaliges evangelisches Gemeindehaus Emmaus in Mündelheim

1927 erfolgte die Grundsteinlegung und 1928 die Einweihung der evangelischen Kirche und des Gemeindehauses in Hüttenheim am Klettenweg 5. Zu dieser Zeit wurden die Gottesdienste in Huckingen noch in der katholischen Volksschule an der Düsseldorfer Landstraße abgehalten. 1953 erfolgte dann der Bau der evangelischen Kirche und des Gemeindehauses in Huckingen an der Angerhauser Straße 91. 1956, als die Großgemeinde Wanheim-Angerhausen aufgeteilt wurde, wurde Hüttenheim-Huckingen eine eigenständige evangelische Gemeinde und wie alle Gemeinden im Duisburger Süden Teil der Kreissynode Duisburg-Süd. 1959 wurde dann eine Kirche und Gemeindesaal in Ungelsheim an der Blankenburger Straße 103 eingeweiht. 1983 erfolgte die Einweihung des Gemeindehauses Emmaus in Mündelheim, Korbmacherstraße 2.
Wegen der gesunkenen Mitgliedszahlen und Einnahmen aus Kirchensteuern musste die Auferstehungsgemeinde zwei der Standorte weitgehend aufgeben. 2003/04 wurde das Gemeindehaus am Klettenweg verkauft, dort nutzte die Gemeinde noch einige Jahre das ehemalige Pfarrhaus. 2009 wurde zudem das Gemeindehaus Emmaus veräußert.